# Холландсе-Эйссел
Холландсе-Эйссел (нидерл. Hollandse (Hollandsche) IJssel) — рукав дельты Рейна в нидерландских провинциях Утрехт и Южная Голландия, который течёт по изогнутому руслу на запад от Ньивегейна до рукава Ньиве-Маас в пригородах Роттердама.

## История
Холландсе-Эйссел изначально был рукавом Лека, который начинался от Вресвейка. Этот рукав был отгорожен дамбой в XIII веке по двум причинам: плотина Рейна вблизи Вейк-бей-Дюрстеде сделала Лек более крупной рекой, а разработка голландских торфяников потребовала тщательного дренажа. Это было возможно только при более низком уровне воды в Холландсе-Эйссел. По приказу графа Флориса V была построена плотина, которая была закончена в 1285 году (плотина в Клапхеке). С тех пор Холландсе-Эйссел запитывается исключительно грунтовыми водами, в частности Дорслагом.
После возведения плотины вдоль Холландсе-Эйссел было основано множество кирпичных заводов, первоначально в верхнем течении (от Эйсселстейна до Гауды). Они были необходимы для строительства замков, церквей, городских стен, крепостей и набережных стен. Глина добывалась из пойм.
В сентябре 1574 года, во время осады Лейдена морские гёзы открыли дамбы на реке в Роттердаме и Капелле-ан-ден-Эйссел, чтобы затопить окружающие земли и спасти город.

## От Дорслага до Ньиве-Маас
Как верхнее, так и нижнее течение реки проходит по урбанизированным районам, средняя часть же имеет характерный ландшафт зелёной зоны.
Река образуется слиянием Дорслага с Кромме-Эйсселом в Ньивегейне. Сначала Холландсе-Эйссел течёт в западном направлении вдоль соседнего Эйсселстейна (старый город на левом берегу).
Затем река течёт дальше в северо-западном направлении до границы общин Эйсселстейн и Монтфорт. Здесь небольшие корабли могут, воспользовавшись шлюзом, взять курс на Монтфортсе-Варт. Через Виллескоп, где канал Малвлит-де-Плейт является излюбленным местом для байдарочников, река течет в Аудеватер. Здесь находится устье Ланге-Линсхотен. Рядом с городом Хаастрехт находится устье Влист, торфяной реки, которая работает как дренажный канал для близлежащей местности, отводя воду в северном направлении и сбрасывая её в Холландсе-Эйссел.
Затем следует самый большой город на реке, Гауда, возле которого расположен комплекс шлюзов, Вайерслёйс. Эти шлюзы управляют уровнем воды в каналах, соединённых с рекой. Перед Вайерслёйсом уровень воды поднимается, благодаря чему каналы в Гауде наполняются проточной пресной водой и предотвращается заиливание. Разница между уровнями воды в реке меняется из-за работы сооружений проекта «Дельта», и составляет от 1,80 м летом до 3,30 м зимой.
Через шлюз Маллегатслёйс в Гауде суда могут войти в город, а также пройти дальше на север.
К западу от Гауды находится шлюз Юлианаслёйс, через который проходит большинство грузовых кораблей на север страны через вырытый канал, соединяющийся с Гауве. Ниже Гауды Холландсе-Эйссел — значительно более широкий поток с искусственно укреплёнными во многих местах с обеих сторон берегами. Он проходит через селения Гаудерак и Мордрехт, которые связаны между собой паромом. В пригороде Ньиверкерк-ан-ден-Эйссел (на правом берегу) он проходит по районам Кортенорд, Клейн-Хитланд и Грот-Хитланд, последний соединён с Аудеркерк-ан-ден-Эйссел (на левом берегу) мостом с пешеходным переходом.
Самая нижняя часть течения урбанизирована: на левом берегу находится Кримпен-ан-ден-Эйссел, а напротив более крупный Капелле-ан-ден-Эйссел. Между этими двумя местами находится штормовой барьер, первый объект в рамках проекта «Дельта», который был установлен с 1958 года.

## Галерея

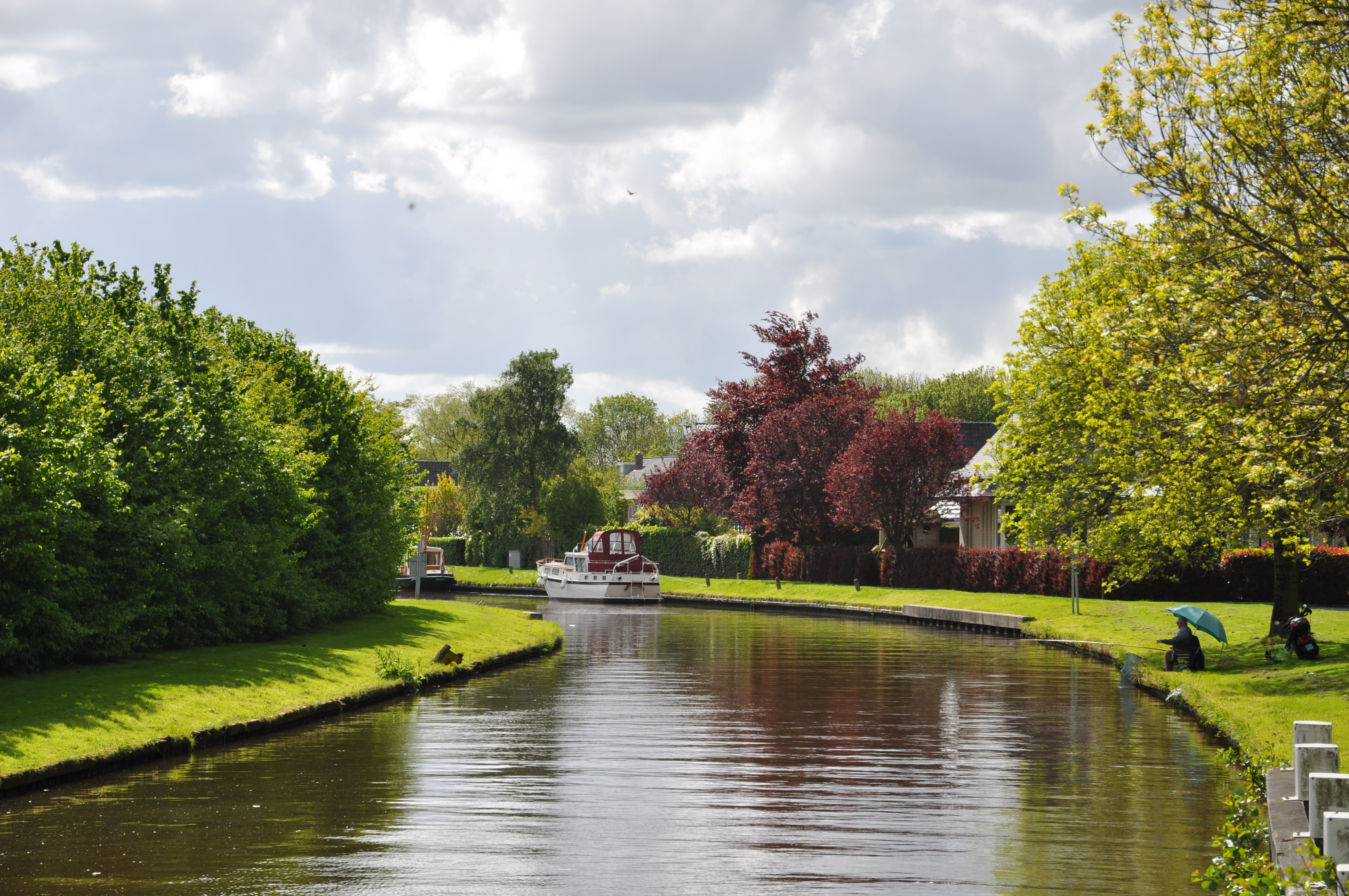
Аудеватер
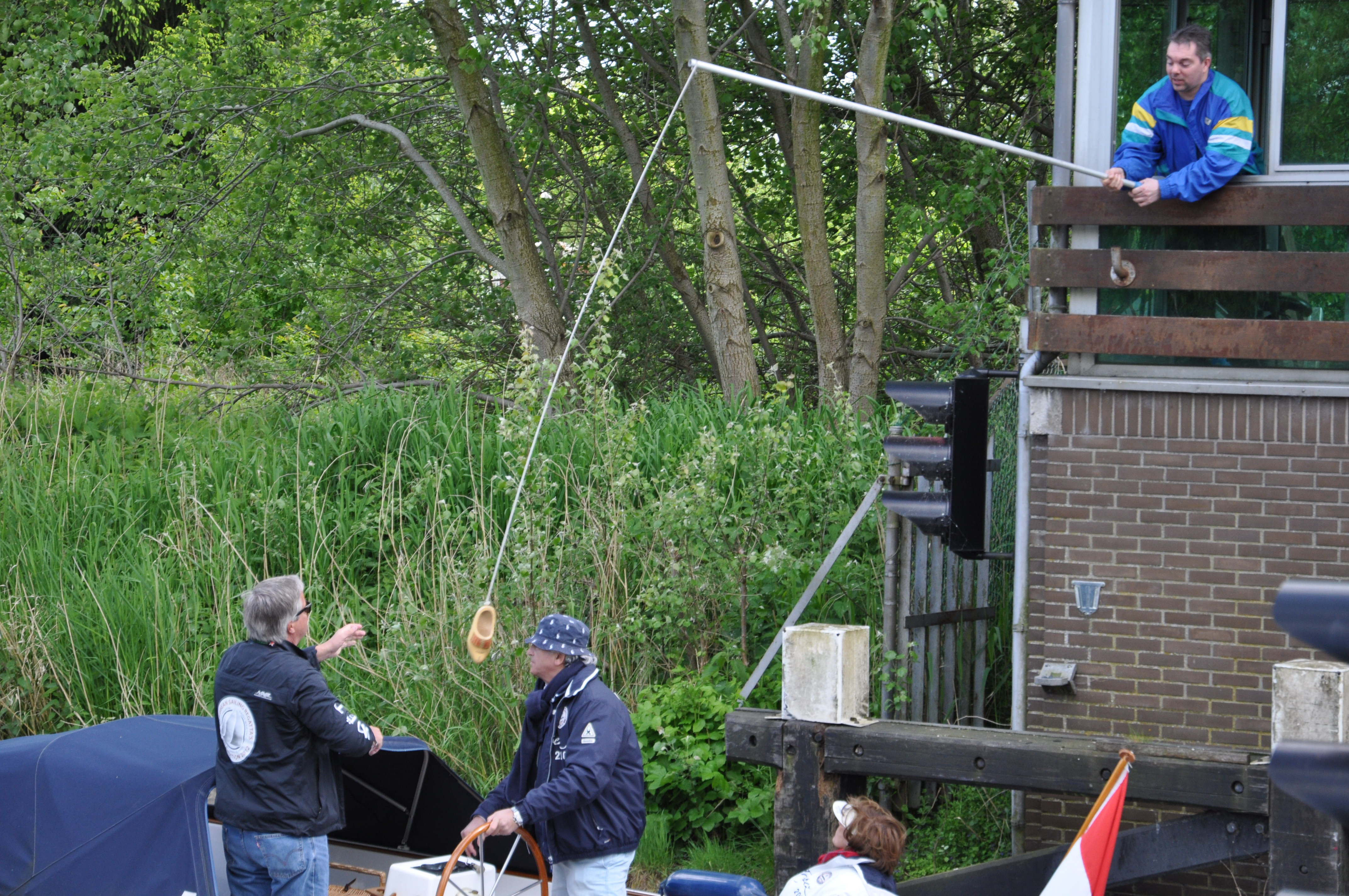
Сбор платы за мост в Аудеватер
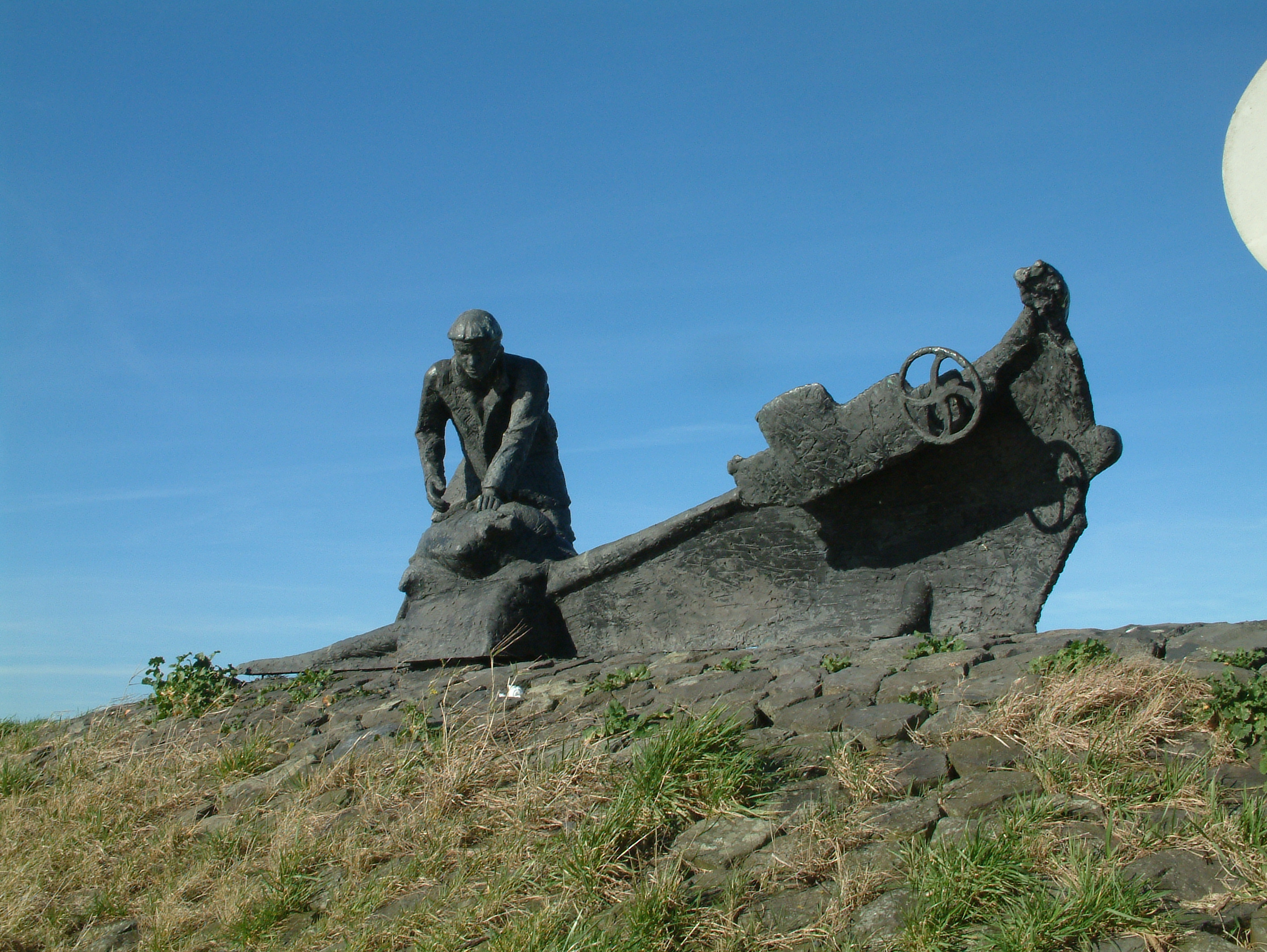
Памятник шкиперу Арье Эвергруну у Грунендейка
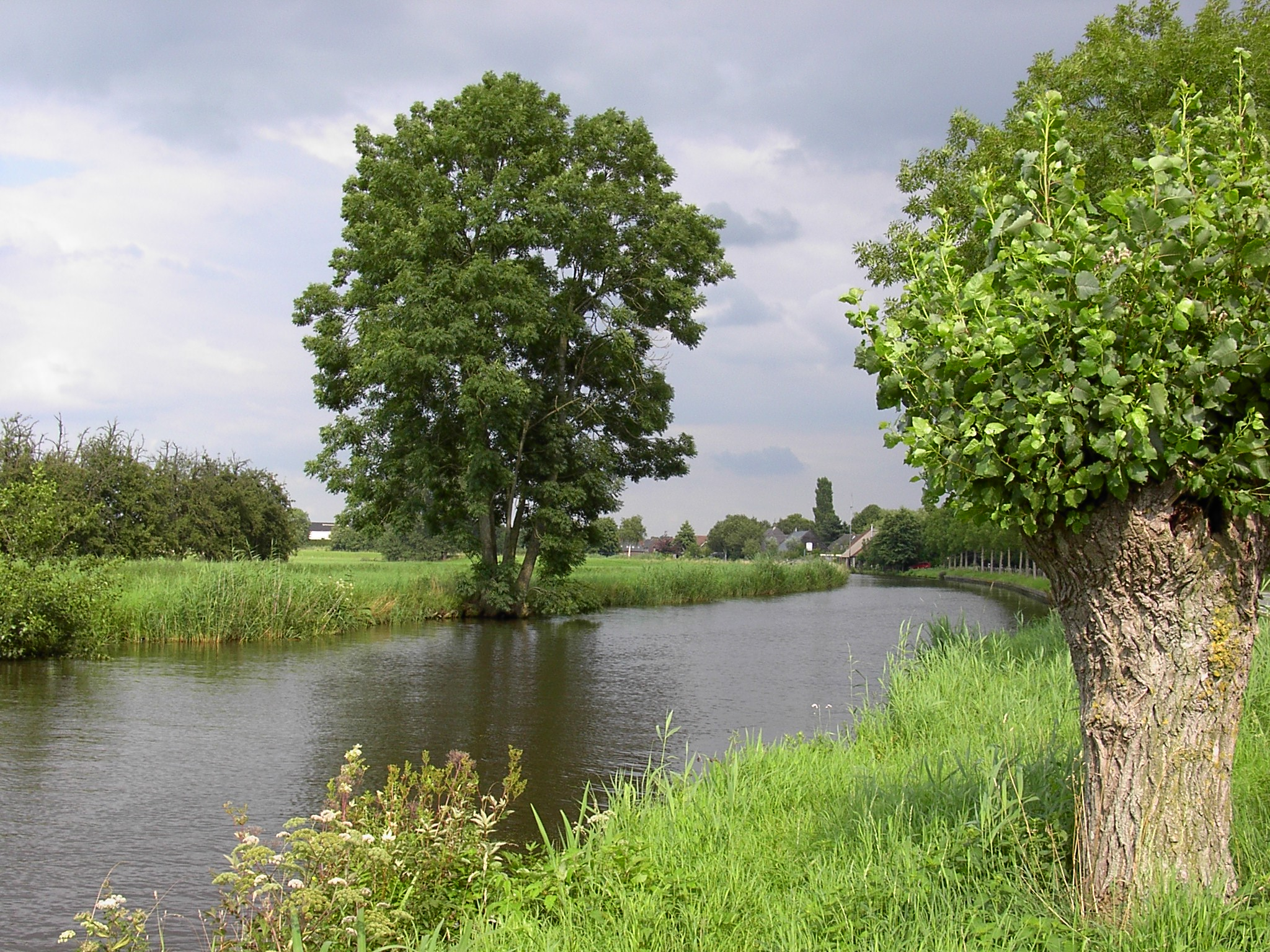
Виллескоп
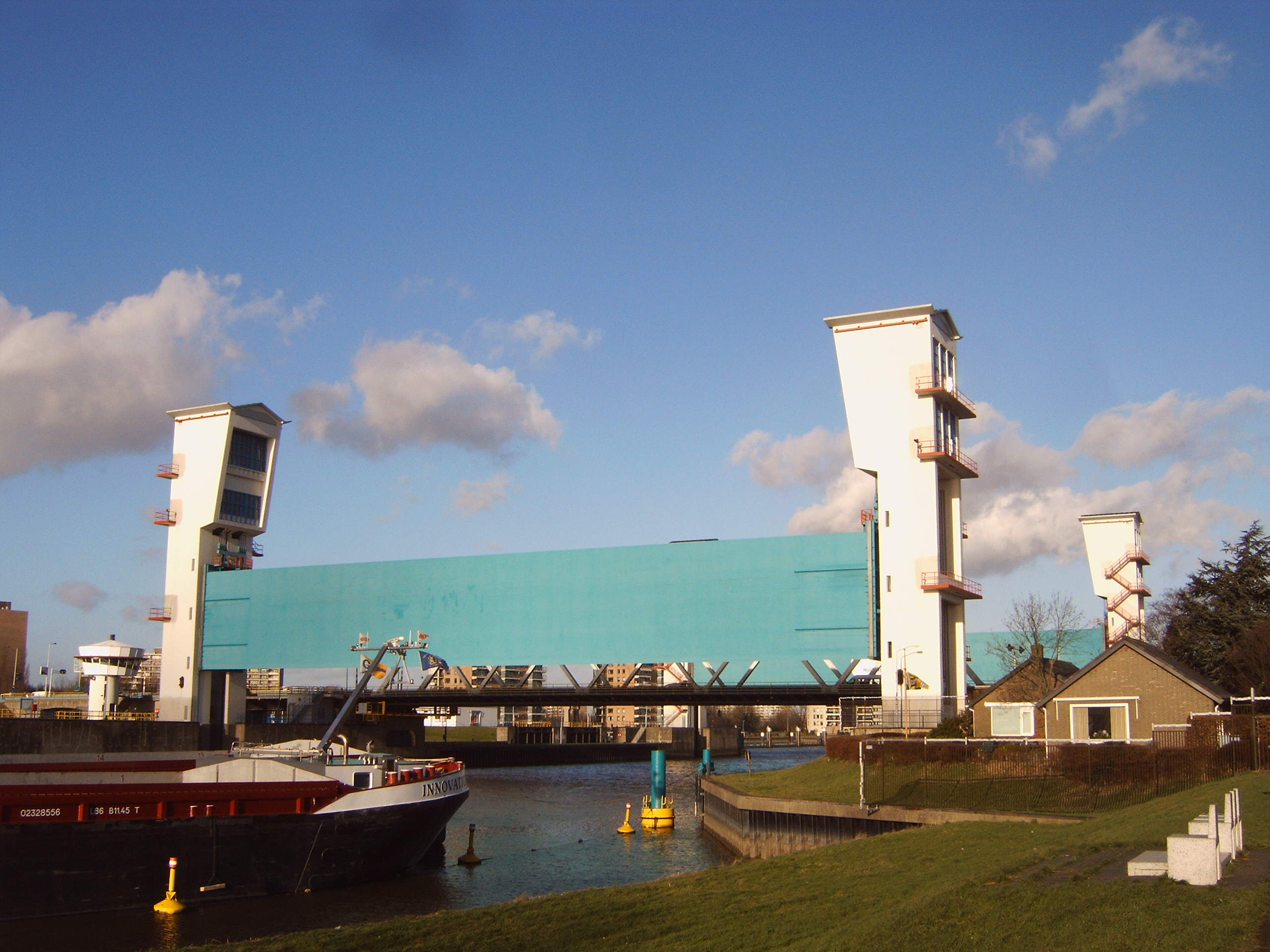
Штормовой барьер у Кримпен-ан-ден-Эйссел
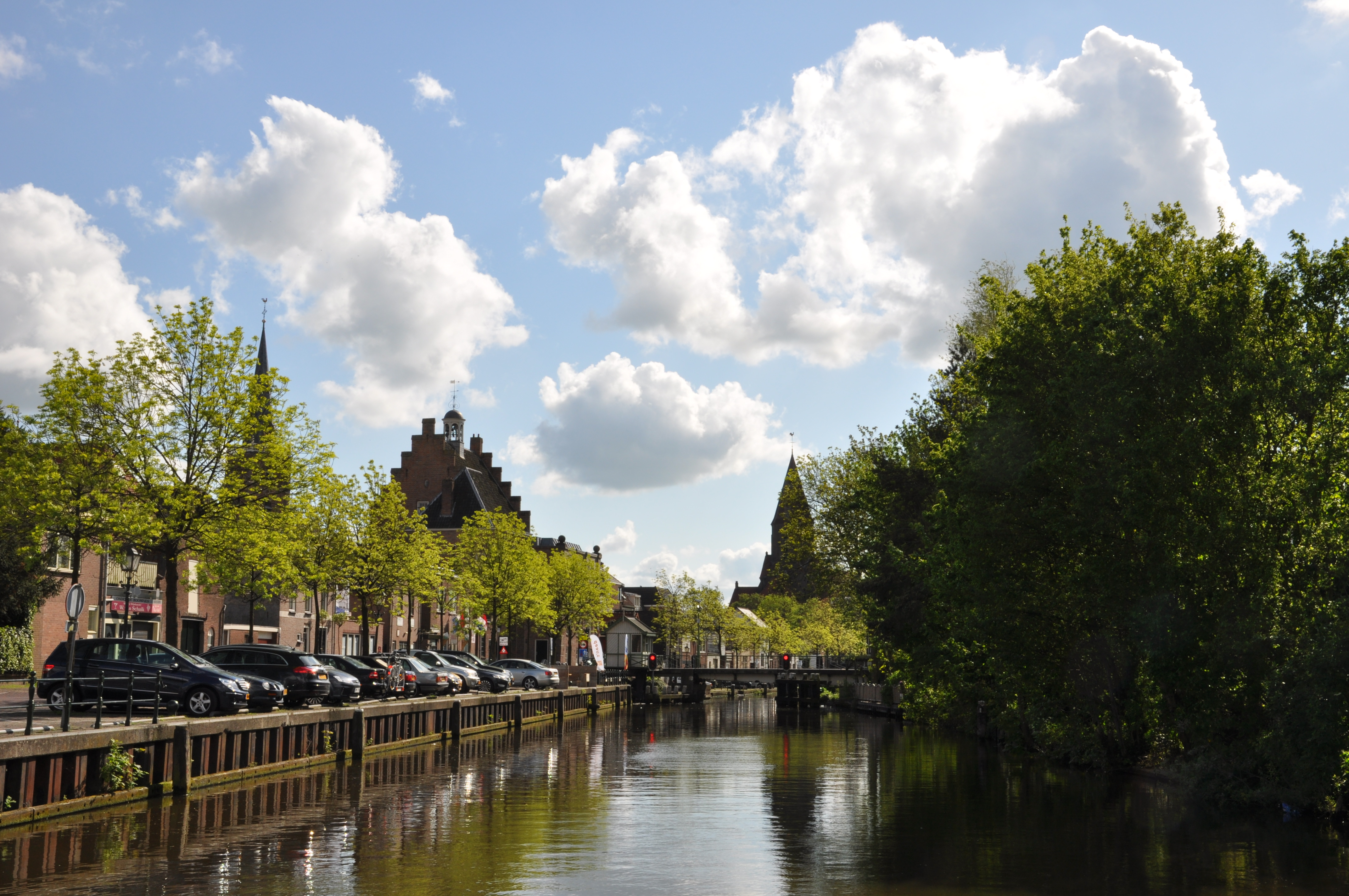
Монтфорт
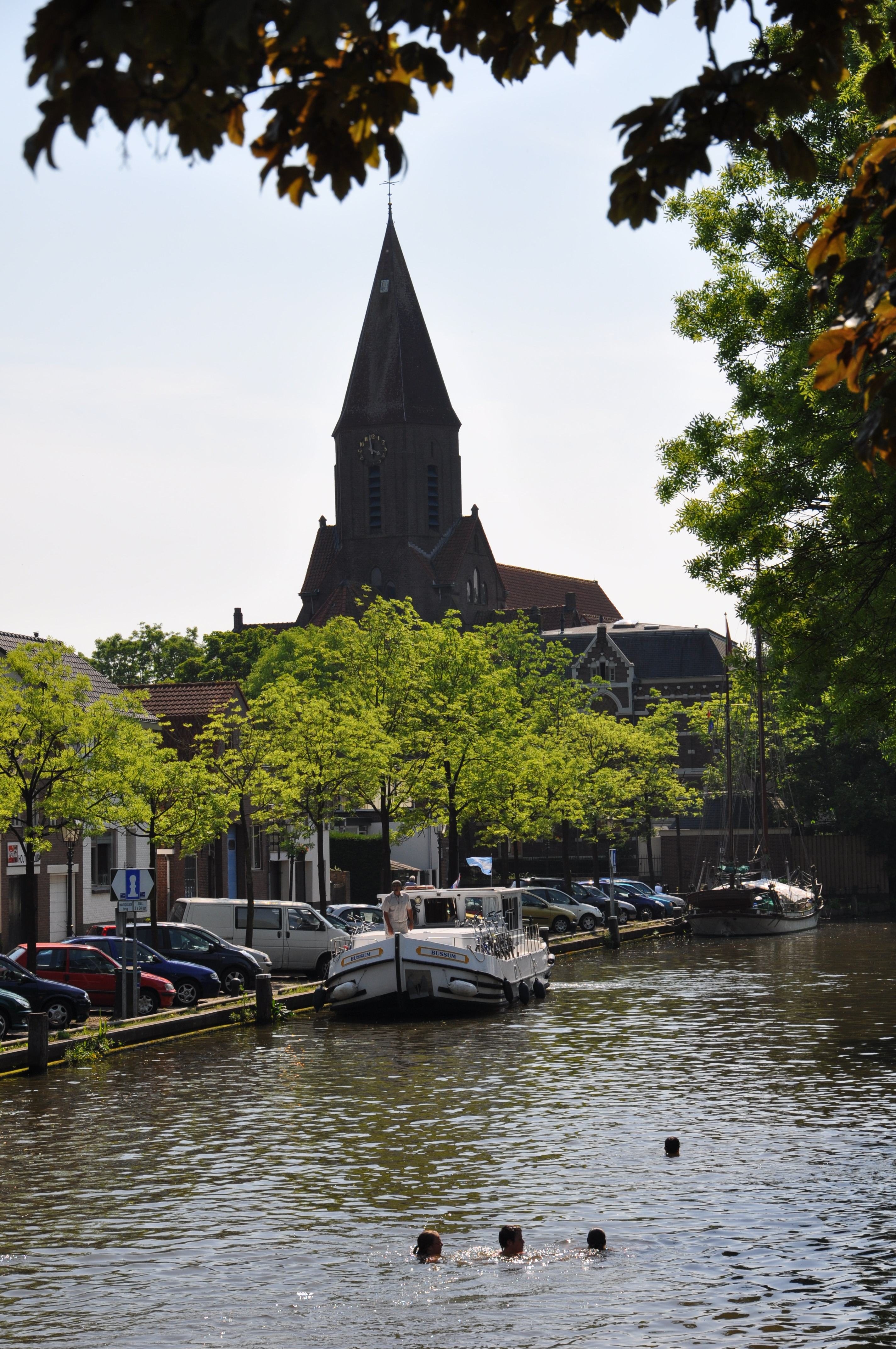
Купающиеся в летний день (Монтфорт)